# Formule de Perron
Pour les articles homonymes, voir Perron.
En mathématiques, et plus particulièrement en théorie analytique des nombres, la formule de Perron est une formule d'Oskar Perron pour calculer la fonction sommatoire ({\displaystyle A(x)={\sum _{n\leq x}}^{\star }a(n)}) d'une fonction arithmétique, au moyen d'une transformation de Mellin inverse de la série de Dirichlet associée.

## La formule de Perron
Soient (a(n))n∈ℕ* une fonction arithmétique et
où l'étoile sur le symbole de sommation indique que le dernier terme doit être multiplié par 1/2 quand x est entier.
On suppose que la série de Dirichlet classique
admet une abscisse de convergence simple finie σc.
Alors, la formule de Perron est : pour tous réels c > max(0, σc) et x > 0,
où l'intégrale est semi-convergente pour x non entier et converge en valeur principale pour x entier.

## Formule de Perron pour une série de Dirichlet générale
Pour une série de Dirichlet générale, de la forme
on a de même,,, pour tous nombres réels c  > max(0, σc) et y ∊ ]λn, λn + 1[,

## Formules effectives

### Première formule de Perron effective
Soit {\displaystyle f(s)=\sum _{n=1}^{\infty }{\frac {a(n)}{n^{s}}}} pour {\displaystyle \sigma >\sigma _{c}}, d'abscisse de convergence absolue finie {\displaystyle \sigma _{a}}.
Alors on a, si {\displaystyle x\geq 1,T\geq 1,c>\max(0,\sigma _{a}),}

### Seconde formule de Perron effective
Soit {\displaystyle f(s)=\sum _{n=1}^{\infty }{\frac {a(n)}{n^{s}}}} pour {\displaystyle \sigma >\sigma _{c}}, d'abscisse de convergence absolue finie {\displaystyle \sigma _{a}}, et où {\displaystyle |a_{n}|\leq \psi (n),} pour une fonction 
{\displaystyle \psi (n)} croissante (au sens large).
On suppose de plus que, pour un nombre réel {\displaystyle \alpha \geq 0}, 
Alors on a, si {\displaystyle x\geq 2,T\geq 2,\sigma \leq \sigma _{a},c:=\sigma _{a}-\sigma +1/\ln x,}

## Preuves
Pour les trois formules concernant les séries de Dirichlet classiques, on part du lemme suivant établi par le calcul des résidus,.

Soit {\displaystyle h(x)} la fonction valant 0 sur l'intervalle [0,1[, 1 sur l'intervalle x > 1 (et 1/2 pour x = 1). Alors, pour tous c, T, T' > 0 :
{\displaystyle \forall x\neq 1\quad \left|h(x)-{\frac {1}{2\mathrm {i} \pi }}\int _{c-\mathrm {i} T'}^{c+\mathrm {i} T}{\frac {x^{u}}{u}}~\mathrm {d} u\right|\leq {\frac {x^{c}}{2\pi |\ln x|}}\left({\frac {1}{T}}+{\frac {1}{T'}}\right),\qquad \left|h(1)-{\frac {1}{2\mathrm {i} \pi }}\int _{c-\mathrm {i} T}^{c+\mathrm {i} T}{\frac {1}{u}}~\mathrm {d} u\right|\leq {\frac {c}{T+c}}.}

Il reste ensuite à multiplier par an/ns et sommer sur n.
Une preuve de la formule de Perron pour une série de Dirichlet classique consiste à appliquer d'abord ce lemme lorsque c est strictement supérieur à l'abscisse de convergence absolue σa de la série. Si on a seulement c > σc, alors c + 1 > σa et le théorème intégral de Cauchy permet de se ramener au cas précédent.